# Дебве Мупунзагуту
Дебве Мупунзагуту (*д/н — бл. 1759) — 22-й мвене-мутапа (володар) Мономотапи в 1740—1759 роках.

## Життєпис
Походив з династії Мбіре. Син мвене-мутапи Саматамбіре Ньямханду. 1740 року повалив свого старшого брата Ньяцусу і захопив трон.
Розпочав антипортугальську політику, намагаючись відновити самостійність держави. Поступово вигнав усіх торгівців, а 1745 року спробував захопити важливе місто Тете, проте невдало. Але продовжував наступ на португальські володіння. В свою чергу португальці уклали союз з державою Розві, спільно почавши війну проти Дебве Мупунзагуту. Війна з перервами тривала до 1759 року, коли останньому завдали поразки й столицю Мономотапи — Чікову — захопили португальці. Останні поставили на трон брата загиблого мвене-мутапи — Чангару II.